# Щербук, Юрий Александрович
Юрий Александрович Щербук (род. 25 марта 1952 года, Лида, Гродненская область, БССР, СССР) — российский нейрохирург, генерал-майор медицинской службы, действительный государственный советник Санкт-Петербурга 2 класса, член-корреспондент РАМН (2011), академик РАН (2016).

## Биография
Родился 25 марта 1952 года в г. Лида Гродненской области Белорусской ССР.
В 1969 году — поступил в Гродненский государственный медицинский институт, в 1973 году — переведён на военно-медицинский факультет при Куйбышевском государственном медицинском институте, который окончил в 1975 году.
В дальнейшем с отличием окончил факультет руководящего медицинского состава Военно-медицинской академии имени С. М. Кирова, специальность «нейрохирургия».
С 1973 по 2007 годы — состоял на военной службе, где прошёл путь от врача-ординатора-хирурга военного госпиталя до заместителя начальника Военно-медицинской академии имени С. М. Кирова (по научной, а затем клинической работе), было присвоено воинское звание генерал-майора медицинской службы.
С 2003 по 2012 годы — председатель Комитета по здравоохранению Правительства Санкт-Петербурга, действительный государственный советник Санкт-Петербурга 2 класса.
С 2012 года по настоящее время — работает в Санкт-Петербургском государственном университете — советник ректора, декан факультета стоматологии и медицинских технологий и одновременно заведующий кафедрой нейрохирургии и неврологии медицинского факультета.
В 2011 году — избран членом-корреспондентом РАМН.
В 2014 году — стал членом-корреспондентом РАН (в рамках присоединения РАМН и РАСХН к РАН).
В 2016 году — избран академиком РАН (Отделение медицинских наук РАН).

## Научная деятельность
Специалист в области нейрохирургии.
Осуществил фундаментальные исследования по научному обоснованию и внедрению в клиническую практику малоинвазивных эндоскопических технологий в нейроонкологии, нейротравматологии, сосудистой и спинальной нейрохирургии; научную разработку и внедрение инновационных технологий диагностики и лечения опухолей функционально значимых зон головного мозга; научное обоснование и создание высокоэффективной системы оказания помощи при черепно-мозговой травме, снизившей смертность пострадавших в 2,0-3,3 раза.
Провёл научную разработку и создание высокоэффективной системы неотложной неонатологической помощи (в том числе при родовой ЧМТ), позволившей достичь самого низкого в России уровня младенческой смертности, сравнимого с лучшими международными показателями. Научно обосновал и создал высокоэффективную систему оказания помощи детям с острой перинатальной ВИЧ-инфекцией (нейро-СПИД).
Под его руководством защищено 6 докторские и 7 кандидатские диссертаций.
Автор более 650 научных работ, из них 43 учебных и методических пособий, 15 монографий, 7 руководств и учебников по нейрохирургии, справочников для врачей, получено 4 патента.

### Научно-организационная деятельность
- член редколлегий журналов «Российский нейрохирургический журнал имени профессора А. Л. Поленова», «Нейрохирургия и неврология детского возраста», «Вестник хирургии им. И. И. Грекова», «Вестник Российской Военно-медицинской академии», «Скорая медицинская помощь», «ВИЧ-инфекция и иммуносупрессии», «Neurosurgery» и «World Neurosurgery» (США);
- председатель Экспертного совета по здравоохранению при Межпарламентской Ассамблее СНГ.

## Награды
- Орден Почёта (2008)[2]
- Премия Правительства Российской Федерации в области науки и техники (в составе группы, за 2010 год)[3]
- Почётная грамота Президента Российской Федерации (2011)[4]
- Заслуженный врач Российской Федерации
- Медаль «МПА СНГ. 25 лет» (27 марта 2017 года, Межпарламентская ассамблея СНГ) — за заслуги в деле развития и укрепления парламентаризма, за вклад в развитие и совершенствование правовых основ функционирования Содружества Независимых Государств, укрепление международных связей и межпарламентского сотрудничества[5]